# Venhaus
Venhaus ist ein Ortsteil der Gemeinde Spelle im Süden des Landkreises Emsland in Niedersachsen. Angrenzend an das Bundesland Nordrhein-Westfalen im Süden, erstreckt sich Venhaus über eine Fläche von etwa 10 km². Venhaus wird von der Speller Aa durchflossen. Im Westen durchläuft die Bundesstraße 70 in Richtung Norden die Gemeinde. Quer zur Bundesstraße verläuft der Dortmund-Ems-Kanal mit seinem Hafen und der Schleuse Venhaus. Im Nordosten grenzt der Ort an die Gemeinde Spelle.

## Ortsbild
Das Erscheinungsbild des Ortes Venhaus, dessen eigentlicher Ortskern an der Speller Aa liegt, wird vor allem durch die in den Jahren 2001/2002 aufwendig neu gestaltete Burgparkanlage geprägt. Mit Zugbrücke, den Gräften, der Kirche und der Sakristei bildet die Anlage das Zentrum der Venhauser Sehenswürdigkeiten. Dazu gehören auch die mehr als zweihundert Jahre alte Kornbrennerei Sandtel, die alte Sägemühle sowie das „Gut Venhaus“. Venhaus hat einen eher landwirtschaftlichen Charakter, auch wenn es im Ort mehrere reine Wohngebiete gibt.

## Geschichte
Venhaus wurde 1177 erstmals urkundlich als „Hof Venehus“ (Venehus = Siedlung im Moor) erwähnt, wobei der Ort wohl älter ist. Bis zum Beginn des 15. Jahrhunderts war der Hof im Besitz des Klosters St. Mauritz (als domus Hemelrici geführt) in Münster. Der Hof wurde gegen Ende des 15. Jahrhunderts von den neuen Besitzern, der Familie von Langen zu einer Burg mit umgebender Gräftenanlage (Wasserburg) ausgebaut. 1521 kaufte Bernd von Valke zu Rockel seinem kinderlosen Onkel Bernd von Langen Venhaus und andere Güter ab. 1583 gelangte die Freiherren von Ripperda durch Heirat in den Besitz der Burg. 1619 wurden die Burggebäude im Stil der Spätrenaissance umgestaltet und ein Querflügel angebaut.
Im Laufe des Dreißigjährigen Krieges wurde die Burg Venhaus am 13. August 1623 von Truppen Tillys zerstört und kurze Zeit später von den Besitzern, Carl Victor von Ripperda, wieder aufgebaut. Am 5. Oktober 1647 haben schwedische Truppen Venhaus besetzt. Nachdem das Anwesen ein weiteres Mal den Besitzer wechselte, wurde im Jahr 1674 zum ersten Mal eine Kapelle auf der Burg gebaut, welche dem Zweck diente, verfolgten Katholiken eine sichere Gebetsmöglichkeit zu bieten. Durch Heirat gelangte die Anlage 1732 an Franz Caspar von Landsberg zu Erwitte, der sich wie seine Nachkommen immer nur kurzzeitig auf dem Herrensitz aufhielt. 1876 wurde das Gut in bürgerliche Hände verkauft und anschließend zersplittert. Den Burgplatz erwarb die Kirchengemeinde Venhaus. Bis zum 19. Jahrhundert verfiel die Burg Venhaus immer mehr, was dazu führte, dass fast alle Gebäude bis auf die heutige Kirche und die Sakristei abgerissen wurden. Auf der von einer Gräfte umgebenen Hauptburginsel befindet sich die Kirche sowie das zur Pfarrerwohnung umgestaltete ehemalige Torhaus. Die Zuwegung erfolgte ursprünglich von Osten und nicht wie heute von Süden.
1969 wurde im Zuge der Gemeindereformen in Niedersachsen die Zusammenlegung der Gemeinde Venhaus mit der Gemeinde Salzbergen oder mit der Gemeinde Spelle diskutiert. Eine Zusammenlegung mit der Gemeinde Spelle konnte bei der ersten Abstimmung im selben Jahr keine Mehrheit erzielen. Erst bei der zweiten Abstimmung im Jahr 1970 sprach sich der Rat der Gemeinde für die Zusammenlegung mit den Gemeinden Spelle und Varenrode zu einer neuen Gemeinde Spelle aus.

## Entwicklung der Einwohnerzahl
| Einwohnerzahl | 1880 | 1900 | 1925 | 1933 | 1939 | 1950 | 1961 | 1970 | 2024 |
| ------------- | ---- | ---- | ---- | ---- | ---- | ---- | ---- | ---- | ---- |
| Venhaus       | 205  | 257  | 296  | 311  | 339  | 464  | 492  | 560  | 537  |

## Wirtschaft und Verkehr

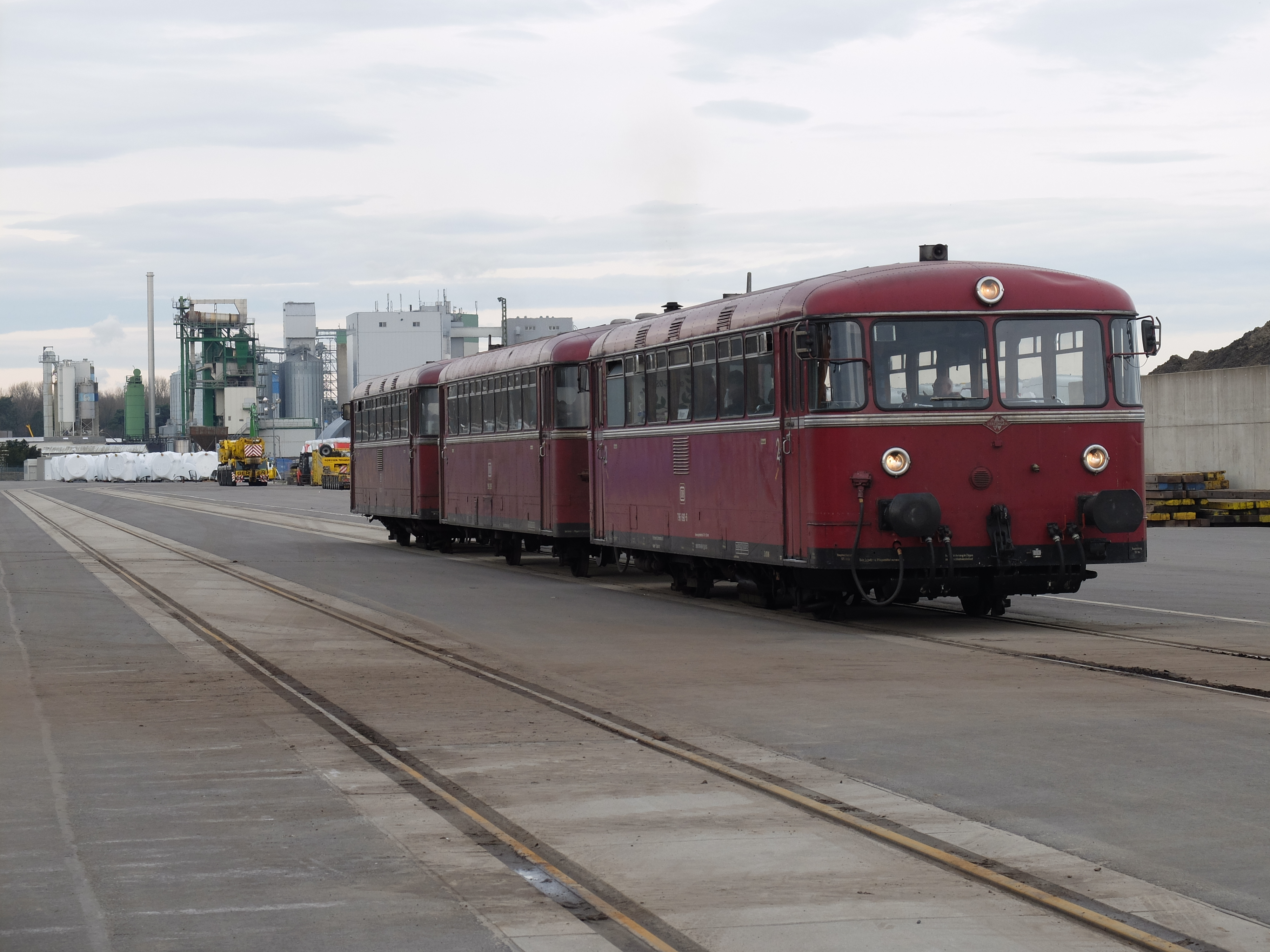
Ein Uerdinger Schienenbus als Museumszug auf den Gleisen im Hafenbereich

Der Ort Venhaus ist vornehmlich landwirtschaftlich geprägt, ist aber auch Standort des Industriegebiets Portlandstraße, sowie mehrerer mittelständischer und kleinerer Betriebe.
Die Infrastruktur wird durch die Bundesstraße 70, sowie den Dortmund-Ems-Kanal, welche im Südwesten des Ortes verlaufen, beeinflusst. Die A 30 verläuft zwischen Rheine und Venhaus längs des Binnenkanals. Der Hafen Spelle-Venhaus liegt an einem Verbindungsgleis zur Bahnstrecke Duisburg–Quakenbrück und ist über Rheine an das überregionale Schienennetz angebunden.
Der Fußballverein SC Spelle-Venhaus spielte in der Saison 2023/24 in der viertklassigen Regionalliga Nord und trägt seine Heimspiele im Getränke Hoffmann Stadion (4000 Plätze) in Spelle aus.

## Hoeke und Königreich
Der Ort Venhaus ist in mehrere Hoeke unterteilt:
- „Hook un Strate“: der Venhauser Ortskern um die Kirche herum
- „Burenhook“: die Siedlungsgebiete südlich und südöstlich des Ortskerns
- „Achter der Aa“: alle direkt an Spelle grenzenden Siedlungen nördlich der Venhauser Aa

Die Ursprünge der Bezeichnung „Königreich Venhaus“ lassen sich nicht mehr genau belegen, sind jedoch auf die örtliche KLJB zurückzuführen. Die Bezeichnung des kleinen Ortes als Königreich kann darauf verweisen, dass der Ort eine eigene Burg besaß.
Die Bevölkerung bezeichnet ihren Ort weiterhin liebevoll als „Königreich“ und pflegt diesen Brauch seit mehreren Generationen (unter anderem indem sie T-Shirts druckte, offizielle Ortsschilder „umgestaltete“ und jede Gelegenheit wahrnahm, diesen „royalen Anspruch“ zu untermauern), was dazu führte, dass der Ort auch über die Ortsgrenzen hinweg als „Königreich Venhaus“ bekannt ist.

## Persönlichkeiten
- August Sandtel (1911–1992), römisch-katholischer Geistlicher und von 1961 bis 1981 Propst in Bremen
- Wolfgang Schütte (* 1974), ehemaliger Fußballspieler